# 島本町消防本部
島本町消防本部（しまもとちょうしょうぼうほんぶ）は、大阪府三島郡島本町の消防部局（消防本部）。管轄区域は島本町全域。

## 概要
- 消防本部：大阪府三島郡島本町若山台1-2-5
- 管内面積：16.78km2
- 職員定数：44人
- 消防署1カ所
- 主力機械（2023年4月1日現在）
  - 普通消防ポンプ自動車：1
  - 水槽付消防ポンプ自動車：1
  - はしご付消防自動車：1
  - 指揮車：1
  - 高規格救急自動車：2
  - 救助工作車：1
  - 広報連絡車：1
  - 査察車：1

## 沿革
- 1970年 – 発足。
- 1978年 – 消防庁舎が完成。